# Уголовный кодекс Германии
Уголо́вный ко́декс Герма́нии (нем. Strafgesetzbuch, StGB) был принят 15 мая 1871 года и до настоящего времени в нём произошло более двухсот изменений, большая часть которых связана с Особенной частью.

## Части кодекса
Уголовный кодекс состоит из двух основных частей:

### Общая часть
Общая часть («Allgemeiner Teil») Уголовного кодекса описывает общие принципы уголовного законодательства и правовые последствия уголовных правонарушений, а также общие правила оценки преступления. Здесь регулируется сфера действия закона, вводятся юридические определения вины, умысла, неосторожности, самообороны, вменяемости и т. д., уголовная ответственность за совершение и соучастие, а также определяются правовые санкции (в том числе штрафы, тюремное заключение, ограничения и другие меры).

### Особенная часть
Особенная часть («Besonderer Teil») описывает отдельные преступления и правовые санкции, которые за них может назначить суд. В частности:
- Преступления против демократического правового государства
- Преступления против общественного порядка (в том числе нарушение общественного порядка)
- Преступления против правосудия (лжесвидетельство, дача под присягой ложных показаний, и т. д.)
- Преступления против сексуального самоопределения (изнасилование, сексуальное насилие, торговля людьми и т. д.)
- Преступления против личной чести (клевета и т. д.)
- Преступления против жизни и здоровья (убийство, насилие и т. д.)
- Преступления против собственности (кража, мошенничество и др.)
- Преступления против окружающей среды (загрязнение воды, незаконное обращение с отходами и т. д.)
- Дорожно-транспортные преступления и другие распространенные опасные преступления (поджоги, неоказание помощи и др.)
- Преступления в сфере экономики (получение взятки т. д.).

Уголовный кодекс не охватывает всех правонарушений. Санкции за различные правонарушения содержатся и в других законах, например, санкции за налоговое мошенничество описаны в Налоговом кодексе.